# 有效利他主義
有效利他主義（英語：effective altruism），又稱為有效利他理念，是一個哲學與社群，以改善世界為目的，理性思維去推導有效的改善方式，並且力行實踐。此理念原先存在於其他道德哲學裡，诞於2000年起，在彼得·辛格和威廉·麥卡斯基等哲學家的推廣下，「有效利他」這個名詞才被確立，這個社群才開始茁壯。

## 哲學
有效利他主義以改善世界為目的，和一般利他主義的理念不太相同。一般利他主義注重施予者/項目的善意（企業強制捐獻、互惠性的捐款、或是捐款給對其個人有所影響的機構），一般利他主義較不注重施予後/項目執行後的成效。有效利他主義探討各種改善社會的方式，不僅是一般設想的（投身公益慈善活動，或捐錢給公益慈善團體），而更從生活的各個層面，各種職業的角度，去思考如何最大化每個人能給這社會帶來的正向改變。

### 成本效益原則
有效利他主義尋找出最有效率、做得最好的團體，每一分錢換得成果最多。比方說，他們在改善健康這個項目上，衡量基準是每塊錢可以救的人命 — 即質量調整壽命年（QALY）、或是每塊金所免去的「失能調整生命年」（DALY）。聯合國世界衛生組織發佈的「全球疾病負擔」中最主要的衡量值也是失能調整生命年，此數值以因某個疾病所損失的壽命年數表示。
主要衡量影響力的方法是隨機對照試驗。隨機對照試驗因為可減少誤差與偏頗，被認為是可靠的一種形式。應用於醫療與科學研究上並影響了衛生政策。一些醫療行為（像是疫苗）已經有高品質的醫療研究背書，所以對公益機構使用於計劃時，證明的負擔較小。下列幾個學術團體也對其它醫療行為進行隨機對照試驗：貧困行動實驗室（Poverty Action Lab）和貧困行動創新組織（Innovations for Poverty Action）。
有效的捐款是有效利他主義很重要的一個部份，因為部份機構的效益遠遠超過其它機構。有些機構沒有達到他們的目標。那些成功達到目標的機構，GiveWell 報告指出有些機構只用了少許的錢，就達到巨大的成果。優良專案的表現比起較差的專案，健康的改進上可以達到數百倍。

### 公平原則
有效利他相信人人平等，不應做國族區別。彼得·辛格說：
|  | 一個鄰居的小孩和孟加拉的小孩都是一樣的，只要我能幫，我就幫。……我們必須跨越國族的觀點，沒有誰的權益優先受考量，道德是沒有界限的。 |

並且，許多有效利他的人相信，未來世代也應與現在存活的人們有著一樣的權益，所以許多有效利他的人觀注在減低造成人類滅絕性的災害風險上。還有許多相信非人類的動物的權益應像人類的權益一樣被重視，他們投入幫助減低動物苦難的事項，如工廠化的畜牧業。

### 比較財富原則
彼得·辛格指出，“如果我們有能力去阻止某件壞事發生，而且採取這個行動並不會造成我們犧牲什麼，或比起那件壞事而言，輕如鴻毛，那我們在道德上，就有義務去採取行動，阻止這壞事發生。”在這樣想法影響下，許多有效利他者捐出可觀比例的收入給高效益的慈善組織，因為他們這樣做還是可以維持一般生活水準，也就是以“不怎麼樣的犧牲去阻止別人的壞事發生”。畢竟多數在已發展國家的人，都有能力做不痛不癢的犧牲，年收入在 $52,000（購買力平價）以上，就已經是全球1%富有的人。

### 議題優先順序
有效利他者希望達到效益最大化，也企圖將重點放在較能被改變的議題上，因此提出優先順序清單。在清單裡的項目有如：發展中國家的貧窮問題、畜牧業的動物養殖方式、以及全人類的未來。
例如：一隻導盲犬所須費用是$42,000, 然而，為開發中國家的沙眼患者提供手術，使他們不致於失明的費用只須要 $40。這種手術的成功率為80％。因此，一隻導盲犬的費用可以為840人重見光明，而且導盲犬並無法令受惠者恢復視力。

### 反事實的理性思考
有效利他鼓勵人反思最有效的慈善方式。例子之一是，通常慈善或公益團體都能找到適合的人為他們工作，然而一個適合為他們工作的人，也許也有能力和興趣做其他高報酬的工作。如果他接了這高報酬工作，而將賺到的這筆錢（就算只是一部分，也很可能是公益慈善工作薪水的好幾倍）捐給公益慈善團體，這個團體能用這筆錢請好幾個人來幫他們工作，這樣會比他直接在這公益慈善團體裡工作還更有貢獻。因此，這個理性思考原則鼓勵人去做最賺錢的工作，然後捐錢。因為即使這個工作不是完全道德、或帶來社會貢獻，一個人做不做這工作所產生的負面邊際效益對整個產業而言很低，然而這筆錢卻能讓慈善團體帶來很多幫助。

### 不以經常性支出作為公益組織評比標準
傳統上認為，人事行政和研究等支出比例小、專案執行上支出比例大的就是優良的機構（也就是大部份的支出是直接用在慈善機構的受益對象上）。然而，有效利他主義的組識反對這樣單純的衡量標準，因為在研究上的支出可大大地影響一個公益專案的有效性。丹·帕洛塔提出，如果公益團體確信增加募款的支出可以提升他們整體運用在公益服務上的金額，那這團體就應該多花一些預算來募款。另外，迪恩·卡爾蘭的一項研究也指出：“最有效益的公益機構花在行政支出的錢高於那些效益不高的公益機構。”

### 邊際影響
有效利他主義的公益組織評比機構 GiveWell ，強調「資金成長空間」的重要性：在維持有效運用資源的前提下，比較各個公益組織能運用這些資源的最大值。一般來說，有效利他主義相信選擇公益組織時，該考量該組織運用該特定一筆資源能達成的臨界值，而不是考量過去的績效。

## 行為

### 捐款
極狹義上，有效公益可說是關於怎麼把我們的捐款發揮最大的效益。有兩個方面：一是要捐多少？以及捐給誰？公益組織評比機構 GiveWell 主要專注在第二個問題，透過找出最有可能帶來最大影響力與成長空間（維持效益水準所能再成長的資金規模）。Giving What We Can 則想要從兩個問題一起著手：提倡大家宣誓捐出所得的10%，並建議捐款者捐給他們推薦的幾個最高效率的機構。
許多有效公益者的捐款比一般人多出非常多。有些人相信，如果把這些本來消費在自己的錢捐出去，並不會給自己帶來什麼太大的犧牲，那麼人們有道德上的義務將錢捐出，減輕他人的苦難。考慮到：只要年收入在 $52,000（購買力平價）以上，便是在全球1%富有的人。許多有效公益者相信這是他們很棒的機會，利用相對富有的收入，能供獻非常可觀的幫助。有幾位有效公益者便決心過著非常簡樸的生活，以便捐出更多的錢。例如，傑夫·考夫曼與 Julia Wise捐出一半的所得。其他有效公益者則以提高收入來提升他們的捐款。

### 職業選擇
一個人的職業是決定其可成就善行大小的重要因素，不管是直接的透過其職業所帶來的影響，或是間接的、將收入捐出而產生的影響。80,000 Hours 希望提供有效行善者職業生涯建議，幫助他們能最大化正面的影響力，並主張選擇職業須考量立即性的影響力與職業所累積來的資產（因職業所獲得的技能，包含人脈、信用、資源……等等，可在未來運用）。

## 議題優先排序
有效利他主義是對任何議題都保持開放，只要是能帶來最大的善。實際行上，有效利他主義運動將下列幾個議題排列其優先次序：

### 國際扶貧
國際貧窮現象很早便被有效利他主義者認定為急切重要的公益面向之一，在有效利他主義下成立的 GiveWell 組織也表示，投注在發展中國家扶貧的成本，與其他的公益比起來（如：已發展國家的扶貧），具有極高的成本效益，因此許多 GiveWell 向捐款者推薦的專案都與國際扶貧有關，如：從公共衛生議題著手的 Against Malaria Foundation、Schistosomiasis Control Initiative、Deworm the World Initiative，和早期的 VillageReach，以及無條件的現金直接援助計劃 GiveDirectly。哲學家彼得·辛格的《The Life You Can Save》一書中，主張扶貧是道德義務，因此 Giving What We Can 與 The Life You Can Save（因該書成立的組織）以及其他有效利他主義下的公益都多少以扶貧為首要目標。
雖然符合有效利他主義的扶貧計劃，從醫療援助、現金轉贈、到微型貸款，大多以直接對於貧窮人口的援助作為扶貧方法。然而，有愈來愈多的有效利他者體認，改革全球政治經濟系統對扶貧的重要性，從大體制的長期改善來治貧窮的根本。

### 動物福祉
很多有效利他主義者認為減低動物所受的痛苦，增進他們的福祉是一個重要的公益面向，而且在現階段，因為投注的資源少，每分錢可換得的效益極高。Animal Charity Evaluators（ACE，前身為 Effective Animal Activism）是在有效利他主義下成立，為增進動物福祉的公益機構，一如其名提供各個動物保護團體的評估報告，讓有意捐款的人可以確定自己的善款是投注到最有效的動保團體。
在有效利他主義社群中，對動物的關切程度並不一致，大多數的有效利他者反對工業化畜牧，提倡素食作為解救方式之一；有些人則不認為素食是必要手段，而有些有效利他者也關注昆蟲的福祉。有些有效利他者提倡以環境監護（一種新興的公益模式）來減低動物承受的苦難。

### 未來與全球毀滅性風險
一些有效公益者認為遙遠未來世代的福祉極度重要，他們認為不管用什麼指標來衡量－財富、健康、潛在苦難與幸福……等等－未來世代的人們所得的分數遠遠高於現今世代，因為所有可能發生的未來世代人數加總起來遠比現下的人數多。
尼克·博斯特倫在著作中提到因為今日不夠周詳的科技發展或疏忽，造成「天文數字的浪費」，這個浪費指的是某些科技本來可以帶來高度福祉卻沒有被及時實現，時間延宕造成的浪費。哲學家 Nick Beckstead 在他的論文中強調未來的重要性，現今世代所做的決定的重要性，因為今日所做的任何一步都會影響未來發展。
各種可能造成人類世界毀滅的危機也是關注焦點及研究主題，如：奈米科技、生化科技、人工智慧與全球暖化。博斯特倫指出：“學術上糞蠅的研究還比影響人類毀滅性危機還要多。”
關注於未來世代議題的組識有 Future of Humanity Institute、Centre for the Study of Existential Risk 和 Future of Life Institute。另外，Machine Intelligence Research Institute 專注在發展友善（以提升福祉為目的）的人工智慧 ── 在它成為不友善人工智慧之前。

### 提倡有效利他主義
為企求正面效益最大化，有些有效利他主義者努力擴張有效利他主義社群，希冀更多人將有效利他主義作為生活導引，或致力於尋求最佳的資源分配，讓正面效益最大化得以實現。

## 相關組織
- GiveWell：GiveWell是一個公益組織的評比機構，創立於2007年。它致力尋找最有效的公益領域以及組織，並推薦給捐款者。目前大部分受GiveWell推薦的都於發展中國家扶貧有關。通常GiveWell推薦在紀錄上有效有根據的組織，但在2011GiveWell成立GiveWell Labs來關注較為臆測性的公益領域，GiveWell Labs在2014年改名為Open Philanthropy Project，改為GiveWell 和 Good Ventures的合作計劃。Good Ventures是 Facebook 共同創辦人達斯廷·莫斯科維茨和他太太 Cari Tuna所成立的慈善基金會。